# Pittori di Skagen

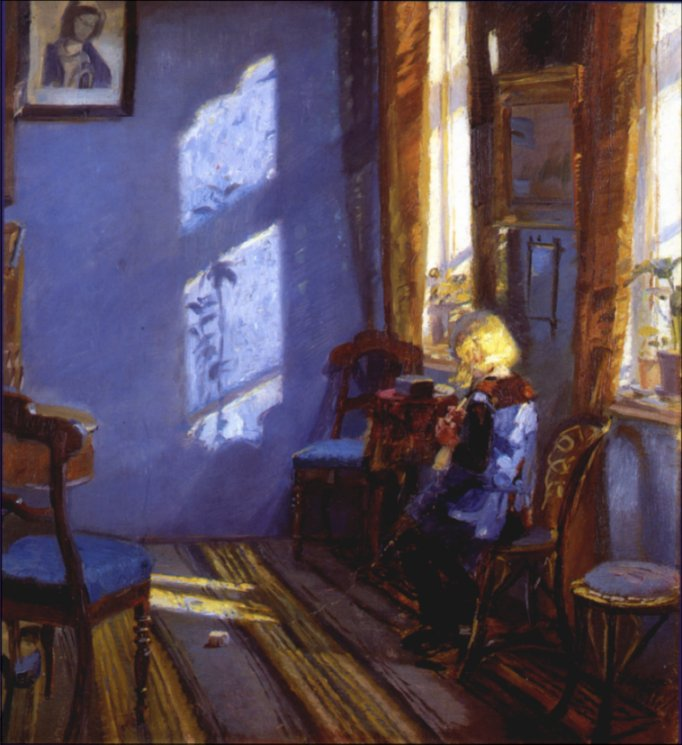
Anna Ancher, Sole nel soggiorno blu

Pittori di Skagen (in danese: Skagensmalerne) è il nome attribuito a un gruppo di artisti della Danimarca che furono attivi verso la fine del XIX secolo nel centro abitato di Skagen, villaggio costiero nel comune di  Frederikshavn, sull'isola di Vendsyssel-Thy, nello Jutland settentrionale.

## Movimento artistico
I principali esponenti di questa cerchia pittorica furono Michael Ancher, sua moglie Anne, e, soprattutto, Peder Severin Krøyer. Movimento artistico non lontano dall'impressionismo, gli Skagensmalerne diedero vita a un circolo pittorico locale e raccolsero molte delle loro opere riunendole in un'esposizione permanente da loro ideata, il Museo di Skagen. Nel 1886 la comunità dei pittori di Skagen accolse anche il paesaggista inglese Adrian Scott Stokes e sua moglie  Marianne.